# نشانگان گیرافتادگی شانه
نشانگان (سندرم) گیرافتادگی شانه (به انگلیسی: Impingement syndrome) عبارت است از اختلال در فضای زیرسرشانه‌ای (ساب‌آکرومیال) که منجر به فشار بر زردپی‌های کلاهک گرداننده (به ویژه تاندون ماهیچه فوق خاری)، تاندون سر دراز دوسر بازویی و بورس زیرسرشانه‌ای می‌گردد. این سندرم معمولاً در ورزشکاران و کارگرانی که عمل دور کردن (ابداکسیون) شانه را به‌طور مکرر و در دامنه‌ای بیشتر از ۹۰ درجه انجام می‌دهند، اتفاق می‌افتد، اگرچه احتمال درگیری در افراد کم‌تحرک نیز وجود دارد. در نشانگان گیرافتادگی، در بسیاری از موارد یک قوس دردناک در دامنه میانی دورکردن (ابداکسیون) استخوان بازو وجود دارد. به همین دلیل نام دیگر این سندرم، نشانگان قوس دردناک است که مهم‌ترین مشخصه آن، دردی است که بیمار در دامنه میانی ۶۰ الی ۱۲۰ درجه دورکردن استخوان بازو گزارش می‌کند.

## علل
با توجه به اینکه حتی در حالت طبیعی فاصله قسمت انتهای فوقانی استخوان بازو و زائده سرشانه (آکرومیون) به هنگام دورکردن شانه در دامنه میانی کم است، اگر به هر دلیلی یک بخش متورم یا حساس در زیر زائده سرشانه وجود داشته باشد، احتمال گیرافتادگی که با درد شانه همراه است در دامنه میانی مفصل شانه (مفصل گلنوهومرال) وجود دارد.
به طورکلی، برخی از عواملی که در ایجاد سندرم گیرافتادگی شانه دخالت دارند عبارتنداز:
- شلی کپسول مفصلی و بی‌ثباتی مفصل شانه
- التهاب زردپی کلاهک گرداننده (روتاتور کاف)
- تاندونیت کلسیفیه در ماهیچه‌های کلاهک گرداننده
- ساختمان غیرطبیعی زائده سرشانه (آکرومیون)
- تغییرات استخوانی در برجستگی بزرگ استخوان بازو
- اختلال در عملکرد ماهیچه‌های کمربند شانه‌ای (به خصوص کلاهک گرداننده و سراتوس انتریور)
- کاهش فضای زیرسرشانه‌ای مثلاً به علت سفتی قسمت پشتی و تحتانی کپسول مفصلی شانه (مفصل گلنوهومرال)
- وضعیت (پوسچر) غیرطبیعی همانند حالت رو به جلوی سر، افزایش انحنای سینه‌ای (توراسیک) و گرد بودن شانه
- التهاب بورس زیرسرشانه‌ای
- ناهنجاری‌های مادزادی در فضای زیرسرشانه‌ای
- وجود استئوفیت در مفصل سرشانه‌ای‌ترقوه‌ای (آکرومیوکلاویکولار)
- اختلال در حرکات مفاصل سرشانه‌ای‌ترقوه‌ای و جناغی‌ترقوه‌ای (استرنوکلاویکولار)

## علایم
- افزایش درد در ناحیه فوقانی بازو و شانه در عمل دورکردن بازو در دامنه میانی ۴۵ (یا ۶۰) الی ۱۲۰ درجه
- اختلال در فعالیت‌های روزمره بیمار همانند لباس پوشیدن
- حساسیت به لمس در ناحیه تاندون درگیر
- فعالیت‌های تکراری بالای سر و بالا آوردن مکرر شانه باعث تشدید درد می‌گردد

## یافته‌های رادیولوژی
- احتمال وجود شکستگی در ناحیه برجستگی بزرگ استخوان بازو
- وجود یک بافت سفید هلالی درصورت تاندونیت کلسیفیه

## درمان
درمان براساس علل اولیه سندرم صورت می‌گیرد و به طورکلی شامل:
- درمان غیرجراحی
- درمان جراحی

### درمان غیرجراحی
- استفاده از یخ در موارد حاد
- استراحت در مرحله حاد که به معنای پرهیز از فعالیت‌هایی است که درد بیمار را تشدید می‌کند (مثلاً حرکات مکرر بالای سر)
- فیزیوتراپی
- در موارد تاندونیت کلسیفیه زمانیکه درد بیمار شدید است، تخلیه رسوبات کلسیمی از طریق سوزن آسپیراسیون انجام می‌شود

### درمان جراحی
- برداشتن زائده سرشانه (آکرومیون) یا یک سوم جلویی آن
- برداشتن رباط غرابی‌سرشانه‌ای (کوراکوآکرومیال)